# Samborowo
Samborowo (niem. Bergfriede) – wieś w Polsce, położona w województwie warmińsko-mazurskim, w powiecie ostródzkim, w gminie Ostróda
Wieś leży nad rzekami: Drwęcą i Poburzanką oraz częściowo nad Jeziorem Drwęckim, przy drodze krajowej nr 16 (Ogrodniki – Dolna Grupa) i linii kolejowej Ostróda – Iława. 
Samborowo liczy 1615 mieszkańców i zajmuje powierzchnię 15,11 km², co stanowi 3,77% powierzchni całej gminy. Samborowo to wieś o charakterze mieszkalnym, ze względu na swoje atrakcyjne położenie i dogodne połączenia komunikacyjne zatraca cechy tradycyjnej osady wiejskiej, a staje się prężnym ośrodkiem produkcyjno-usługowym i mieszkalnym. Na terenie wsi znajdują się: Publiczne Przedszkole Samorządowe i Szkoła Podstawowa. Organizacje działające na rzecz aktywizacji środowisk lokalnych: Gminny Ośrodek Kultury, Ochotnicza Straż Pożarna, Oddział Akcji Katolickiej, Stowarzyszenie Diabetyków.
Ponadto we wsi znajduje się Rodzinny Dom Pomocy „Leoniszki”. Wieś jest wyposażona w infrastrukturę usługowo-handlową i jest skomunikowana siecią komunikacji PKS i PKP, a dawniej ZKM w Ostródzie (dziś Żegluga Ostródzko-Elbląska) – linia nr 10. W gminie Ostróda Samborowo jest największą i najszybciej rozwijającą się wsią.
We wsi znajduje się stacja kolejowa, z której odjeżdżają pociągi do Bydgoszczy, Olsztyna, Jabłonowa Pomorskiego, Iławy, Gdyni i Torunia.
| SIMC    | Nazwa      | Rodzaj    |
| ------- | ---------- | --------- |
| 0485380 | Samborówko | część wsi |
| 0485397 | Zabłocie   | część wsi |

## Historia
W 1351 r. sołtys otrzymał ziemię o powierzchni „sześciu radeł pruskich”. W 1365 r. w dokumencie lokacyjnym Prus Wiltut otrzymał 11 radeł. W 1419 r. komtur ostródzki nadał ziemię wielkości trzech radeł pruskich z prawem połowu ryb w rzece Drwęcy niejakiemu Michałowi. W czasach krzyżackich wieś pojawia się w dokumentach w roku 1437, podlegała pod komturię w Ostródzie, były to dobra krzyżackie o powierzchni 53 włók. W latach 1437–1438 była to wieś pruska i liczyła 53 radła. Czynsz (danina) dla Zakonu wynosiła dwadzieścia szelągów od radła. W 1498 r. niejaki Stenzel, za wierną służbę, otrzymał dwa radła w Samborowie.
W 1540 r. w Samborowie mieszkali: sołtys, karczmarz, rybak pszczelarz i woni Prusowie. W latach 1548–1549 była to wieś czynszowa, 11 radeł należało do dwóch wolnych kmieci, sześć włók do sołtysa, a 26 radeł do chłopów (po dwa radła dla każdego). W 1565 r. książę Albrecht nadał za zasługi Wolfowi von Kreyzenowi (starosta ostródzki) lasu położone na północ od Samborowa. W 1584 r. wieś obejmowała obszar 47 radeł, a we wsi byli wolni Prusiowie o nazwiskach Schulz, Lange, Kassubek, Jakub, Gnat. W 1590 r. posługę duszpasterską w Samborowie pełnił pastor ze Smykowa.
W 1621 r. wieś obejmowała obszar 47 radeł i zamieszkała była w większości przez ludność polską. Po pierwszej wojnie szwedzkiej zostało we wsi 9 wolnych gospodarstw dziedzicznych. W 1789 r. Samborowo było wsią królewską z 29 domami. W 1861 r. wieś obejmowała obszar 3910 mórg i mieszkało w niej 519 osób. W tym czasie w Samborowie był tartak, mleczarnia, oberża i stacja kolejowa. We wsi mieszkało sześciu chłopów szarwarkowych, czterech robotników tartacznych i dwóch komorników.
W 1910 r. we wsi mieszkało 529 osób, w tym 195 Polaków. W 1939 r. we wsi było 906 mieszkańców. Obecna nazwa została administracyjnie zatwierdzona 12 listopada 1946.
W latach 1954-1972 wieś była siedzibą gromady Samborowo. W latach 1975–1998 wieś administracyjnie należała do województwa olsztyńskiego. 

## Zabytki
- kościół neogotycki św. Stanisława Biskupa i Męczennika z 1908, rozbudowany w latach 1989–1991;
- neogotyckie budynki dworca kolejowego;
- bunkry z pocz. XX w. nad Drwęcą[8].

## Ulice Samborowa
Brzozowa (trasa na Gierłoż i Rożental), Długa (trasa na Zabłocie), Dworcowa, Jodłowa, Krótka, Kwiatowa, Leśna, Łąkowa, Miła, Modrzewiowa, Ogrodowa, Ostródzka (droga krajowa nr 16, trasa na Ostródę i Iławę), Piaskowa, Polna, Przemysłowa, Słoneczna, Sosnowa, Spokojna, Sportowa, Spółdzielcza, Szkolna, Świerkowa, Tartaczna, Zatorze.